# 캐롤린 린치
캐롤린 호프 린치(Carolyn Hoff Lynch,Carolyn Ann Hoff, 1946년 8월 26일 - 2015년 10월 1일)는 미국의 박애주의자이자 다국적활동가이자 및 금메달 세계 챔피언이었다.
그녀는 과학에대한 열정을 가지고 교육사업에 헌신하였다.

## 같이 보기
- 피터 린치